# Camp du Lizo
Das Camp du Lizo bei Carnac im Département Morbihan in der Bretagne in Frankreich ist eine Höhensiedlung. Sie wurde am Ende der Bronzezeit errichtet und ist bisher als einzige in der Region erforscht. Das auf einem Plateau oberhalb des Flusses Crac’h, nordöstlich von Carnac gelegene Camp wurde zwischen 1923 und 1926 von Zacharie Le Rouzic (1864–1939) untersucht.

## Beschreibung
Eine erhöhte Fläche von etwa 200 mal 155 m wird, flussseitig gerundet, von geböschten Erdwällen geschützt, die gelegentlich mit Steinen verstärkt sind. Zwischen ihnen verläuft ein breiter Zugang. An exponierten Stellen erreicht der innerste Wall auf dem Plateau eine Stärke von acht Metern und eine Höhe bis zu drei Metern. Auf der Innenseite stützt eine Mauer die steile Böschung. Innerhalb der Wälle fanden sich die Sockel runder bzw. halbrunder Hütten aus großen Steinblöcken. Oft waren die Hütten im Inneren in mehrere Räume aufgeteilt. Man fand große Brennöfen aus Platten mit Lüftungskanälen. Durch eine Erdaufschüttung wurde das Camp du Lizo unterteilt. Ungefähr mittig liegt eine Allée couverte. Mehrere flache Steinhügel in der Nähe waren mit Herden und kleinen Steinkisten versehen. Neben gröberer Keramik, die für die so genannte „sekundärneolithische Kultur“ typisch ist, wurden, speziell im Dolmen, zahlreiche Scherben geborgen, darunter einige von Glockenbechern. Hinzu kamen 50 Pfeilspitzen sowie Geräte und Beile aus Feuerstein ein Kupferbeil, Reste einer Axt und einfache Handmühlen, die im Museum von Carnac ausgestellt sind.

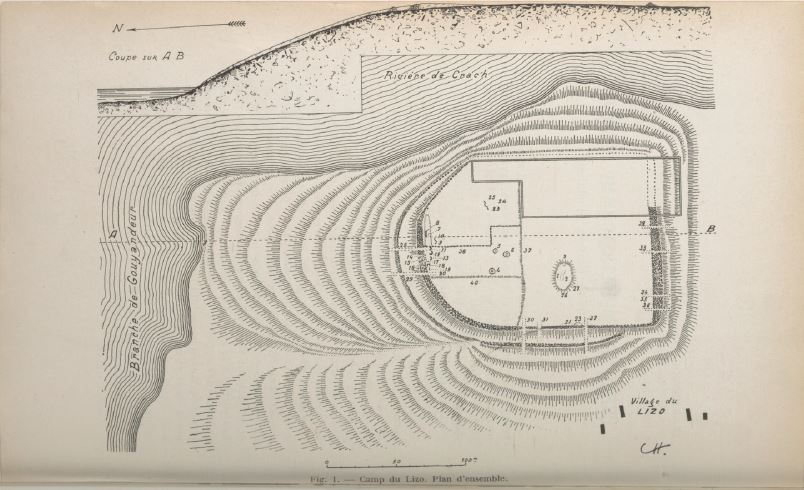
Plan von Lizo - von Le Rouzic

Es existieren aus der Vorzeit der Bretagne nur geringe Wohnplatzspuren. Vielleicht sind andere Camps, die man in die gallo-römische Epoche einstuft, bei genauer Untersuchung der Vorzeit zuzuordnen. Lediglich von Peu-Richard im Département Charente-Maritime liegt eine Keramik vor, die neolithisch ist. Die Vielzahl der Steinmale spricht für eine starke Besiedlung der Region, doch scheinen die bretonischen Ureinwohner, ebenso wie jene anderer Megalithkulturen, nie auf den Gedanken gekommen zu sein, die Bautechniken der Monumente auf den profanen Siedlungsbau zu übertragen.

## Nutzung

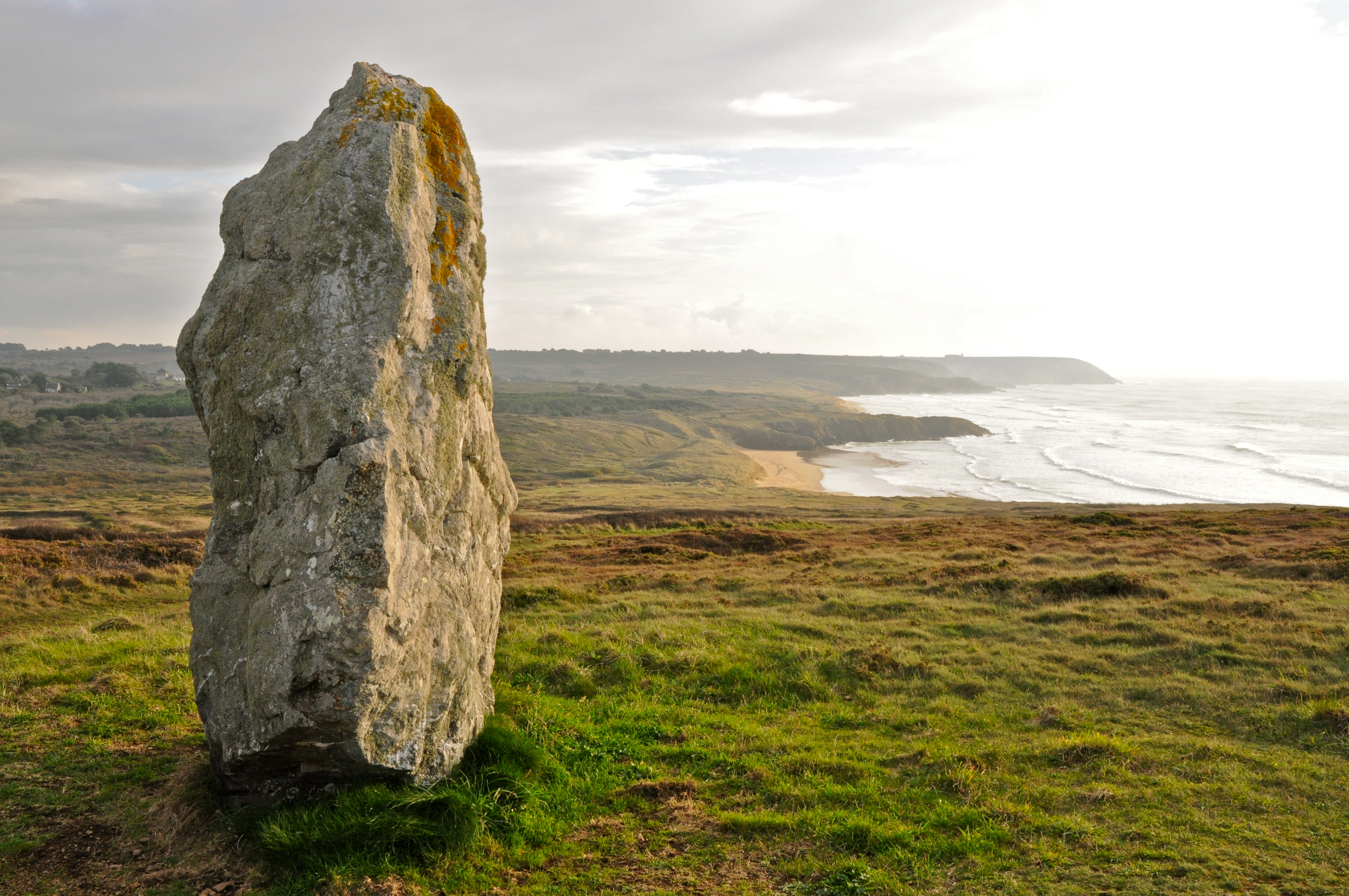
Der große Menhir von Lost Marc'h

Die Anwohner des Camps bauten Flachs, Gerste, Hirse und Weizen an, wobei sie primitive Pflüge mit Steinspitzen und Haken einsetzten. Hinzu kam die Rinder-, Schweine- und Schafhaltung. Camps mit multiplen Wällen, die von P.-R. Giot in die Eisenzeit eingestuft wurden und auch als Oppidum bezeichnet werden, liegen verstreut über die Bretagne:
- Camp d’Artus bei Huelgoat (Finistère)
- Camp de Kercaradec bei Quimper (Finistère)
- Camp de Plédran bei Saint-Brieuc (Cotes-du-Nord).

Manche liegen an unwegsamen Küsten und bieten eine Abriegelung zum Hinterland. Wegen ihrer Unpassierbarkeit werden sie auch für Zufluchten gehalten.
- Castel Meur bei Cléden-Cap-Sizun (Finistère)
- Camp de Lost Marc’h bei Crozon (Finistère).